# Predrag Lucić
Predrag Lucić (Split, 12. veljače 1964. – Split, 10. siječnja 2018.), bio je hrvatski redatelj, novinar i književnik.

## Životopis
Osnovnu i srednju školu završio je u Splitu. Studirao je kazališnu i radio režiju na Fakultetu dramskih umjetnosti u Beogradu. Režirao je u Beogradu, Splitu i Tuzli.
Od siječnja 1985. povremeno surađivao je u Feralu, satiričnom podlistku Nedjeljne Dalmacije. Na Splitskom ljetu 1987. godine napravio je festivalske novine Summer Times.  Od 1988. do 2008. godine stalni je autor Ferala. Od 1988. godine u Omladinskoj iskri pisao je kolumnu "Drugačije mlad", uređivao je kulturnu rubriku i duhoviti podlistak "Le Spizd".
U Nedjeljnoj Dalmaciji 1989. godine počeo je raditi kao novinar-terenac, a s Viktorom Ivančićem i Borisom Dežulovićem proširuje Feral koji tada dobiva svoje puno ime Feral Tribune. Ujesen 1990. godine s Feral Tribuneom seli u Slobodnu Dalmaciju, gdje je radio i kao predratni i ratni reporter.
U ožujku 1993. godine napustio je Slobodnu Dalmaciju i sa skupinom kolega pokrnuo satiričko-politički dvotjednik Feral Tribune. Prve brojeve lista potpisivao je kao glavni i odgovorni urednik. U prosincu 1993. godine Feral Tribune postao je tjednik. Od tada pa sve do gašenja Ferala 2008. godine, Lucić radio je kao urednik lista, autor tekstova, uređivao je međumrežne stranice, kreirao fotomontaže, ispisivao je i uređivao razne rubrike, te pokrenuo i uređivao "Biblioteku Feral Tribune".
Pjesničke, prozne i dramske tekstove objavljivao je u časopisima Fantom slobode, Ars, Sarajevske sveske i Naše pismo.
Bio je član je Hrvatskog društva pisaca i Hrvatskog centra P.E.N.-a. Potpisnik je Deklaracije o zajedničkom jeziku, u kojoj se tvrdi da se u Hrvatskoj, Bosni i Hercegovini, Srbiji i Crnoj Gori govore nacionalne standardne varijante zajedničkog policentričnog standardnog jezika.
Umro je 10. siječnja 2018. godine, nakon teške bolesti.

## Djela
- Greatest Shits – Antologija suvremene hrvatske gluposti, u koautorstvu s Borisom Dežulovićem prvo izdanje, 1998., drugo 1999.; Biblioteka Feral Tribune, Split,
- Haiku haiku jebem ti maiku – Velika Feralova pjesmarica - satirične pjesme Biblioteka Feral Tribune, Split, 2003.
- Ljubavnici iz Verone - Biblioteka Moderna poezija, HDP/Durieux, Zagreb, 2007.
- Sun Tzu na prozorčiću - satira Algoritam Zagreb, 2009.
- Bezgaća povijesne zbiljnosti 1 - Algoritam Zagreb, 2010. satirična poezija
- Bezgaća povijesne zbiljnosti 2 -  Algoritam Zagreb, 2010. satirična poezija
- Gusle u magli - Algoritam Zagreb, 2013.

## Nagrade
- 2013.: nagrada Zaklade "Petar Kočić Banja Luka – Beograd" Kočićevo pero za djelo Gusle u magli[4]

## Vanjske poveznice
- Predrag Lucić (1964. - 2018.)  Arhivirana inačica izvorne stranice od 12. siječnja 2018. (Wayback Machine), hrvatskodrustvopisaca.hr